# Rendova-szigeti csata
A Rendova-szigeti csata a második világháború egyik ütközete volt az amerikaiak és a japánok között 1943. június 30-án a Csendes-óceánon. A sziget elfoglalása az új-georgiai invázió első fontosabb lépése volt.

## Összecsapás
Rendovát 140 japán haditengerész és 150 gyalogos védte. Június 30-án, hajnal előtt az amerikai Dent és Waters romboló a helyszínre szállította a Barracuda felderítőcsapatot. A feladatuk az volt, hogy biztosítsák a partraszállásra kiszemelt szakaszt a sziget északi végén. A Barracuda-csapat rossz helyen ért partot, mert az eső tönkretette azokat a lámpákat, amelyekkel egy korábbi egység megjelölte a partot. A fő invázióig nem is értek a helyükre.
Hajnalhasadáskor, 7 órakor a 172. gyalogezred és egy század Salamon-szigeteki katona, Martine Clements őrnagy vezetésével megérkezett a kijelölt zónába. Az invázió meglepetésként érte a japánokat, akik nem értek időben a helyszínre. Ehelyett megpróbáltak tartani egy vonalat, nagyjából száz méterre a parttól. A harcokban a japán helyőrség negyede, köztük a parancsnok elesett. Amikor megérkeztek a Barracuda-felderítők, a japánok hátrálni kezdtek.
A mundai japán bázis nem tudott beavatkozni, a parti ágyúk ugyanis más irányban álltak, a hegyi tüzérség pedig hatókörön kívül volt. A repülőket korábban visszavonták az új-britanniai Rabaulba. A parti tüzérség végül bekapcsolódott a harcba, amikor az amerikai hajók lőtávon belülre kerültek. A Gwin romboló találatot kapott, és visszaküldték a katonákat szállító hajók védelmére. A többi romboló elhallgattatta a parti üteget.
Tizenegy órára, a Gwin mesterséges füstjétől rejtve, a szállítmány nagyjából felét kipakolták a partra. Amikor az amerikaiak elindultak a szárazföld belseje felé, a teherautók elakadtak a hatalmas sárban. A felszerelés jelentős részét ezért a keskeny partszakaszon hagyták. A nehézségek ellenére az első 105 milliméteres löveg délután ötkor lőni kezdte a mundai japán bázist.
Az első japán vadászgépek, 27 Zero, negyed 12-kor érkezett a szigethez, és nagyjából egy órán át szünetelt miattuk a felszerelések partra hordása. Tizenöt órakor már 50 tonna ellátmány és felszerelést halmoztak fel a szigeten, és a flotta megkezdte a visszahúzódást. Fél négykor újabb japán légicsapás következett 49 gép részvételével. A japánok összecsaptak az amerikai vadászokkal, de néhánynak sikerült áttörni, és a távolodó flottát megtámadni. A McCawley gépháza találatot kapott, majd egy amerikai hajó, amely japánnak nézte, elsüllyesztette egy torpedóval.
Július 1-jén újabb katonák érkeztek Rendovára. Másnap 50 japán gép támadta az amerikaiakat. Az akcióban 59 amerikai meghalt, 77 megsebesült. A 2-áról 3-ára virradó éjjel a Jubari cirkáló és kilenc romboló lőtte a szigetet, de csak az őserdőt találták el. Július 3-án az első amerikai alakulatok étkeltek Új-Georgiára Zananánál, Mundától keletre. Július 4-én száz japán repülő indult támadásra, de csak 16 érte el a szigetet, közülük 12-t lelőtt a légvédelem. Ez volt az utolsó nagyobb japán légitámadás.